# Plominski zaljev
Plominski zaljev – zatoka w Chorwacji, stanowiąca część Morza Adriatyckiego i Kvarneru.
Jej wody opływają wschodnie wybrzeże półwyspu Istria. Jej długość wynosi 3,4 km, jej szerokość dochodzi do 300 m, a głębokość do 51 m. Posiada strome wapienne zbocza. Na północno-wschodnim brzegu wznosi się szczyt Sisol, będący częścią Učki.
Nad zatoką funkcjonują Termoelektrana Plomin (Plomin I i Plomin II) i port węglowy.